# رؤداد خان
رؤداد خان (28 سبتمبر 1923 - 21 أبريل 2024) سياسي وموظف مدني باكستاني، كان شخصية بارزة في باكستان منذ بداية الحرب الباردة وحتى نهايتها. خلال حياته المهنية الطويلة، كان أحد كبار موظفي الخدمة المدنية في باكستان. انضم إلى الخدمة المدنية الباكستانية في عام 1949 وشغل عدة مناصب، بما في ذلك منصب السكرتير الأول لإقليم السند، والسكرتير الأول لخيبر بختونخوا، والمدير العام لشركة تلفزيون باكستان، ووزير الإعلام الباكستاني، وسكرتير وزارة العمل، وسكرتير وزارة السياحة، ووزير الداخلية الباكستاني، الأمين العام لوزارة الداخلية، وزير المساءلة الاتحادي ومستشار رئيس وزراء باكستان.